# Xuefei Yang

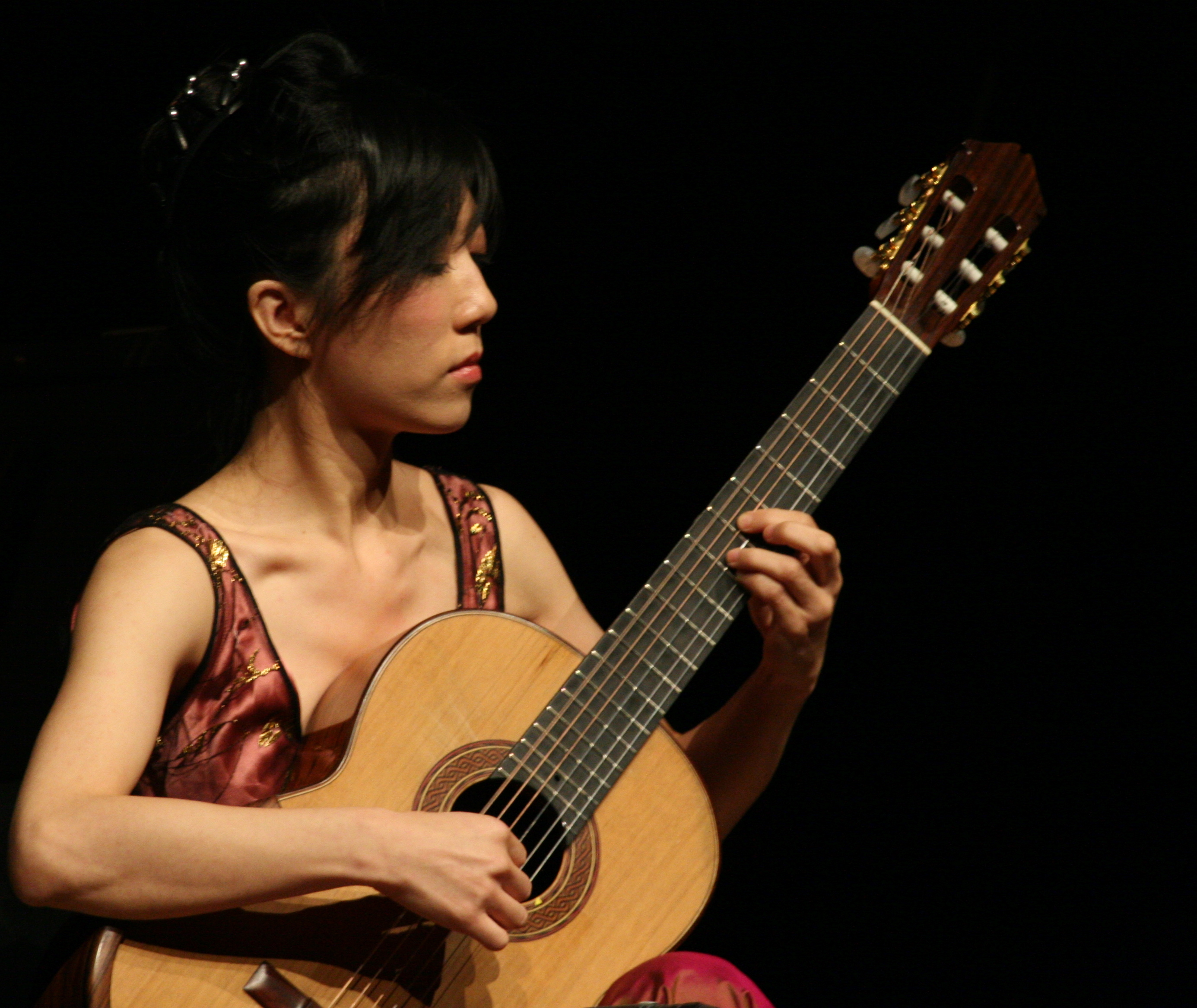
Liu Fang

Xuefei Yang (Peking, 15 maart 1977) is een Chinees gitariste. Ze begon met gitaarspelen toen ze zeven was. Toen ze tien was, leerde ze spelen van de gitarist Chen Zhi. Haar publieke debuut kwam tijdens de eerste China International Guitar Festival. Tegelijkertijd werd Yang gepresenteerd met haar eerste buitenlandse gitaar (een "Pepe", kinderen van de gitaar van Aria), door de beroemde Japanse gitaarmaker Masaru Kohno. 